# Ordem do Mérito Cultural
A Ordem do Mérito Cultural (OMC) é uma ordem honorífica dada a personalidades brasileiras e estrangeiras como forma de reconhecer suas contribuições à cultura do Brasil.

## Características

### Graus
- Grã-Cruz
- Comendador
- Cavaleiro

### Insígnia
É uma cruz de Sant'Iago da Espada esmaltada de branco perfilada de ouro. No centro, um livro aberto lavrado de ouro sobre uma coroa de louros circundado pela legenda "ORDEM DO MÉRITO CULTURAL".
Grã-Cruz
Faixa de gorgorão de seda chamalotada de púrpura, com insígnia pendente no laço. Placa com resplendor de ouro sob a insígnia
Comendador
Fita média de gorgorão de seda chamalotada de púrpura, com a insígnia pendente no centro
Cavaleiro
Fita estreita de gorgorão de seda chamalotada de púrpura, com a insígnia pendente na extremidade da ponta
| Barretas  | Barretas   | Barretas |
| --------- | ---------- | -------- |
| Cavaleiro | Comendador | Grã-Cruz |

## História

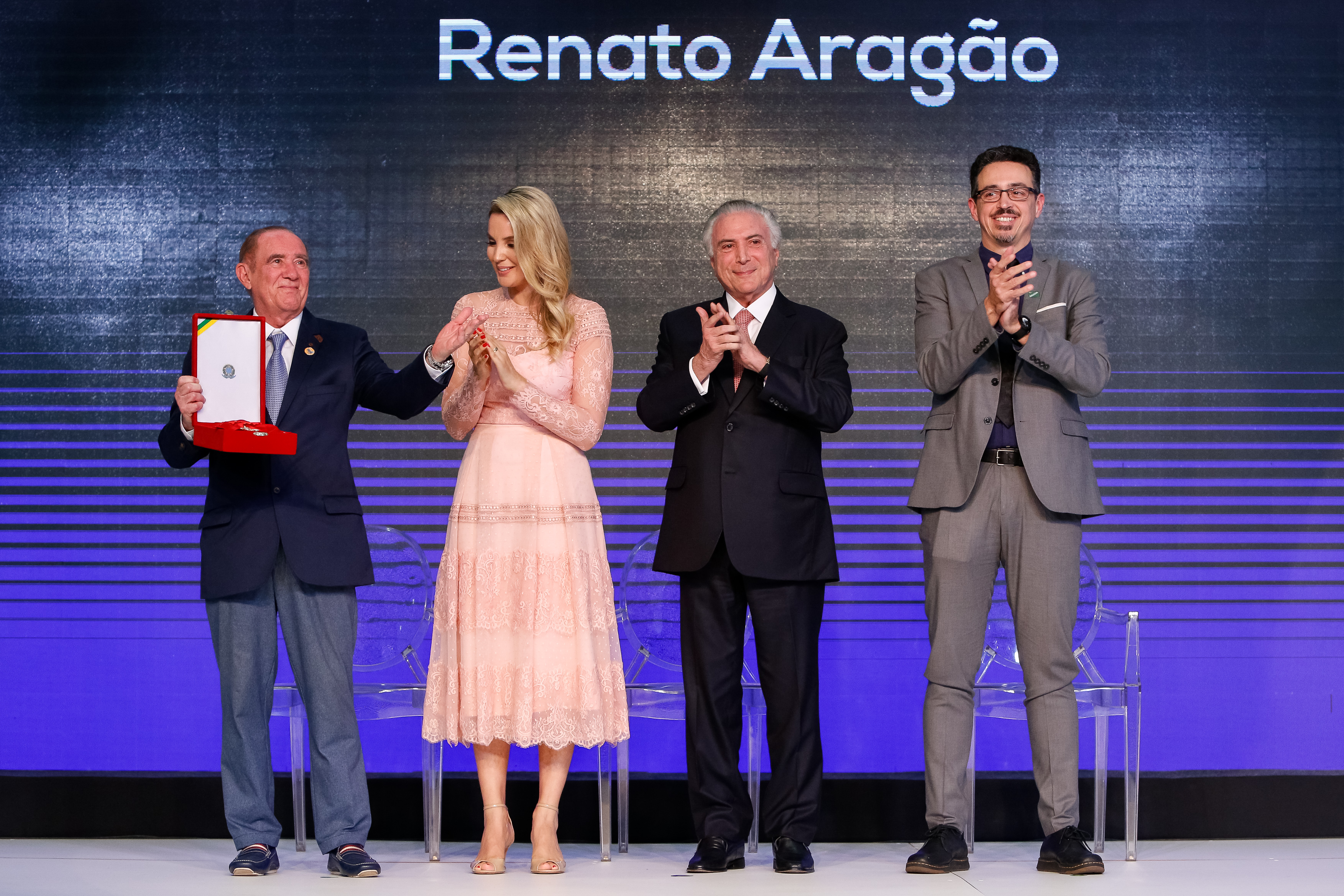
Renato Aragão recebendo a Ordem do Mérito Cultural em 2017.

Foi instituída pelo artigo 34 da lei nº 8.313 de 23 de dezembro de 1991 e pelo decreto nº 1.711 de 22 de novembro de 1995 pelo presidente Fernando Henrique Cardoso. A entrega das insígnias seria, a princípio, no dia 5 de novembro de cada ano, quando se comemora o Dia Nacional da Cultura. Deixou de ser entregue durante o Governo Jair Bolsonaro, em 2019, retornando durante o Governo Lula, em 2025.

## Membros da Ordem
- Grão-Mestre - Presidente da República do Brasil
- Conselho da Ordem
  - Chanceler - Ministro da Cultura
  - Ministro das Relações Exteriores
  - Ministro da Educação
  - Ministro da Ciência, Tecnologia e Inovação

### Comissão técnica
Será constituída por personalidades de reconhecida notoriedade no campo cultural e artístico, num total de membros não superior a cinco, todas designadas pelo chanceler, com mandato não superior a dois anos.

## Admissão ou promoção
A admissão e a promoção (após, no mínimo, dois anos) de membro da Ordem, são feitas através de decreto presidencial, depois de apreciado o mérito pela Comissão Técnica e pelo Conselho da Ordem e podem ser concedidas post-mortem; neste caso, recebidos por seus descendentes diretos.